# Fred Kattermann
Fred Kattermann, född 1932, är en tysk/amerikansk botaniker som numera är bosatt i New Jersey, USA. Han har genomfört omfattande fältstudier av ett antal kaktussläkten, bland annat Copiapoa och Eriosyce. Fältstudien av Eriosyce resulterade i en monografi som publicerades 1994. I och med den så förändrade beskrivningen av släktet, och dess medlemmar, på ett omfattande sätt. Ett flertal släkten slogs ihop och många arter försvann taxonomiskt.
Auktorsnamnet Katt. kan användas för Fred Kattermann i samband med ett vetenskapligt namn inom botaniken; se Wikipediaartiklar som länkar till auktorsnamnet.